# Маслов, Анисим Александрович
Анисим Александрович Маслов (1685—1735) — российский государственный деятель первой половины XVIII века. Обер-прокурор Сената в годы царствования Анны Иоанновны, действительный статский советник. Инициатор и разработник первого правительственного проекта регламентации крестьянских повинностей в России.

## Биография
Родился в 1685 году. В 1711 году был подъячим в Военном приказе. Имея незнатное происхождение, он был оценён П. И. Ягужинским, который оказывал Маслову мощное покровительство.
В конце царствования Петра I служил обер-секретарём Ревизион-коллегии. В царствование Екатерины I состоял при императрице, а затем был помощником Василия Петровича Степанова, управлявшего делами Верховного тайного совета. В царствование Анны Иоанновны вместе с Ягужинским он примкнул к Бирону против Остермана. Когда Ягужинский снова стал генерал-прокурором, Маслов был сделан обер-прокурором Сената. Вскоре он стал фактически исполнять функции своего начальника. Преследовал злоупотребления, не останавливаясь перед самыми влиятельными лицами, чем нажил много врагов.
Главной заботой Маслова как обер-прокурора Сената стала ликвидация катастрофического дефицита бюджета, вызванного как нищетой основных налогоплательщиков — крестьян, так и казнокрадством. Понимая, что стандартное решение — увеличение подушной подати — приведёт только к росту недоимок, он решил пойти по пути облегчения положения крестьян при одновременном расширении налоговой базы. Им подавались Анне Иоанновне и Бирону записки, наполненные самыми вопиющими фактами крестьянской нищеты и бесправия. Бирон по достоинству оценил Маслова, став его новым покровителем. Между ними установились очень тёплые отношения.
Под влиянием Маслова правительство впервые стало принимать гуманные меры относительно беглых крестьян, которых до того времени только жестоко преследовали. Прежде всего он старался облегчить положение крестьян Смоленской губернии, в виду пограничного её положения. Провёл ряд указов в пользу крестьян общего характера. Так, в условиях голодных годов были упразднены наказания в виде постоев у не уплативших подушную подать местностях, и даже решено было на один год освободить население от этой подати.
Наибольшее значение имел проект Маслова по ограничению крепостного права. В 1734 году он провёл строгое предписание кабинет-министрам составить «учреждение» о помощи помещиками крестьянам. 16 июля 1734 года он подал императрице Анне Иоанновне весьма смелое донесение «О худом состоянии крестьян Смоленской губернии и о голоде, с указанием тех мер, каких необходимо принять в скорейшем времени для поправления зла», в котором выступил с инициативой издания специального закона, четко регламентирующего повинности крепостных крестьян в пользу их владельцев, устанавливающего ответственность помещиков за недоимки крестьян, вызванные чрезмерной эксплуатацией со стороны владельцев: «необходимая нужда требует немедленно о том рассуждать и учреждение во всем государстве по состоянию мест учинить, дабы крестьяне знали, где, поскольку доходов кому платить и работ каких исправлять, без излишнего отягощения». А. А. Маслов убеждал императрицу, что подобная мера является единственной возможностью исправить и стабилизировать положение крестьянства («иного способа не находится» для того, чтобы «в лучшем состоянии и порядке крестьяне быть могли»). Маслов аргументировал стратегическую важность своего предложения необходимостью защиты национально-государственных интересов страны («благополучие и безопасность государства состоит в сухопутных и морских войсках, которые не токмо комплектуются людьми из тех же крестьян, но и жалованьем и воинскими припасами содержаться на собираемые с них деньги»; «когда крестьяне в состоянии будут, то в состоянии будут и войска»). Это во многом перекликалось с идеями Посошкова.
Положение крестьян, изображенное Масловым на страницах донесения, было столь ужасающим, что растрогало Анну Иоанновну, и она не оставила без внимания этот документ. Именным указом от 24 июля 1734 года императрица дала предписание Кабинету министров учредить специальную комиссию, которая должна была обсудить в том числе и предложение Маслова о регламентации повинностей крепостных крестьян. Маслов требовал от Сената составить закон о нормировании крестьянских оброков и барщин. Однако российская политическая элита времен Анны Иоанновны не поддержала инициативу Маслова, не желая посягать на права дворянства.
После того как Анисим Маслов скончался (согласно некоторым версиям он был отравлен), идея регламентации крестьянских повинностей надолго замерла: правительство императорской России не обращалось к ней более тридцати лет. Проект Маслова с резолюцией императрицы «обождать» был положен под сукно.
Также Маслов восставал против проекта об увеличении ясака на «инородцах» и предположения кабинета министров ввести прибавку к подушной подати, как наказание за держание беглых. Маслов рекомендовал: умножение горных и минеральных промыслов, более исправный сбор таможенных и кабацких доходов, размножение коммерции и исправление положения купечества, приведение в порядок продажи казенных товаров из сибирского приказа, перечеканку иностранной монеты и приведение в порядок монетных дворов.
Принципиальный, честный и прогрессивный обер-прокурор нажил много недоброжелателей, в том числе и в Сенате. Сенаторы, выслав секретарей, обдумывали меры противодействия своему чрезвычайно деятельному начальнику. Всё это подорвало здоровье А. А. Маслова, он слёг в постель, а в конце 1735 года умер в достаточно молодом возрасте.